# 贖い主としてのキリスト (マンテーニャ)
『贖い主としてのキリスト』（あがないぬしとしてのキリスト、丁: Kristus som den lidende frelser、英: Christ as the Suffering Redeemer）は、初期イタリア・ルネサンスの巨匠アンドレア・マンテーニャが1488-1500年ごろ、板上にテンペラで制作した絵画で、主題は部分的に『新約聖書』の「ルカによる福音書」から採られている。作品は、デンマークにあるコペンハーゲン国立美術館に所蔵されている。美術館では作品の制作年を1495-1500年としているが、いずれにしても画家晩年の作品である。

## 歴史

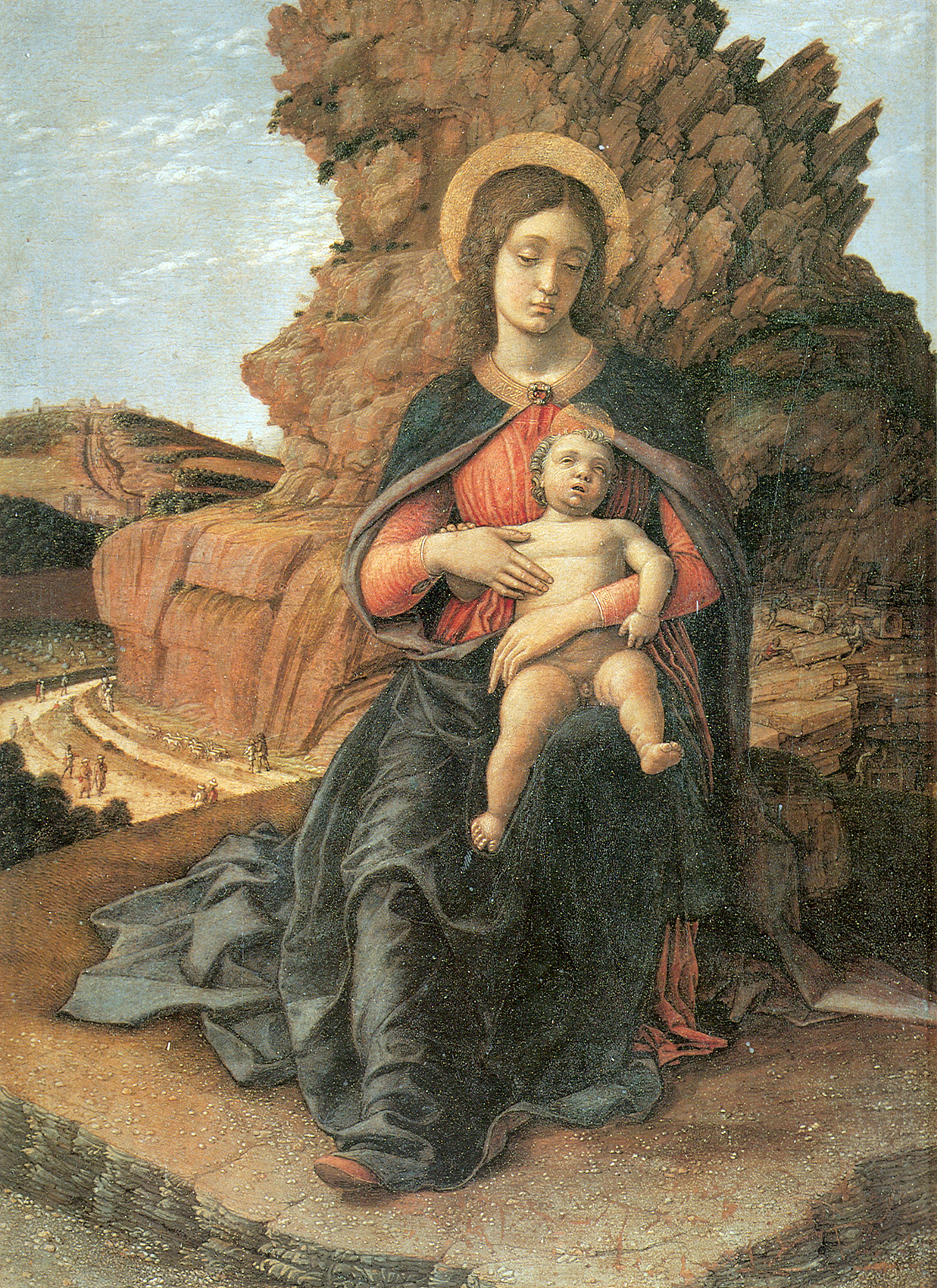
アンドレア・マンテーニャ『洞窟の聖母』 (1488-1490年)、ウフィツィ美術館、フィレンツェ

本作は、一般的にマンテーニャのローマ滞在時の作品とされる。『洞窟の聖母』 (ウフィツィ美術館) との様式的類似点のためであるが、1490年代の制作だとする美術史家もいる。
絵画は1627年のゴンザーガ家の目録に登場している。シルヴィオ・ヴァレンティ・ゴンザーガ枢機卿の所有であった1763年に、デンマーク王フレデリク4世によりデンマーク王室のコレクションをほかのヨーロッパの王室コレクションに比肩させるべく取得された。

## 作品
絵画は大理石の基部に署名されている。伝統的なピエタの主題であるが、画家はそれを独自なものとしている。磔刑のすべての傷跡を示すために両手を開いているキリストは、精緻な彫刻を施された古代ローマの石棺の上に引き上げられている。この石棺の描写には、マンテーニャの古代世界への関心がうかがわれる。
キリストの身体は金属的な白い布に包まれ、2人の跪いている天使たち (熾天使と智天使) に支えられている。キリストの両腕と2天使が形作るX字型は、キリストのギリシア語綴りの最初の文字「X」にちなむ。キリストには、十字架上での苦悩、そして死と復活のイメージが重ねられている。
左側には石棺の蓋が見え、背景は日没の光の中にある、シオンの丘を含む遠くまで続く風景となっている。右側にはゴルゴタの丘と、2人の男が石板、柱、彫像を扱っている石切り場がある。もう2人の労働者が内部の光に照らされた洞窟の中に見える。最後に、左側の岩山の尾根には、羊飼いたちと牛の群れがいる草原と、壁に囲まれたエルサレムがある。
2人の敬虔な女性がキリストの墓に到達しようと小道を走ってやってきている。この描写は、「ルカによる福音書」 (24:1) にある「週の初めの日、夜明け前に、女たちは用意しておいた香料を携えて、墓に行った」にもとづいている。しかし、キリストと天使たちは、「ルカによる福音書」の24章には言及されていない。
かくして、本作は前景と後景に2つの図像を融合させている。後景は福音書の記述に従った図像であるが、前景はキリストの受難をクローズアップにした個人祈祷用の図像なのである。